# Al-Muhabbaba
Al-Muhabbaba (arab. المحببة) – wieś w Syrii, w muhafazie muhafazie Aleppo. W 2004 roku liczyła 300 mieszkańców.